# Deuterocohnia scapigera
Espèce
Classification APG III (2009)
Synonymes
- Abromeitiella scapigera Rauh & L.Hrom.

Deuterocohnia scapigera est une espèce de plantes à fleurs de la famille des Bromeliaceae, endémique de Bolivie et décrite en 1992.

## Synonymes
- Abromeitiella scapigera Rauh & L.Hrom.

## Distribution
L'espèce est endémique du sud de la Bolivie.

## Description
Selon la classification de Raunkier, l'espèce est chamaephyte.

## Galerie

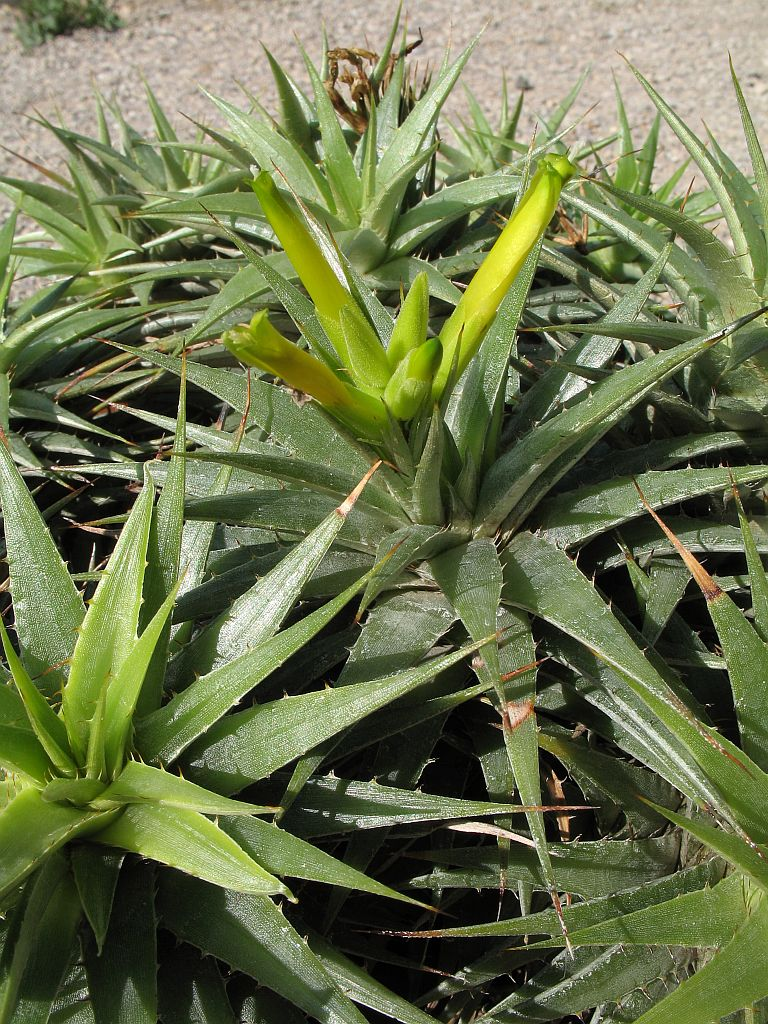
Spécimen au jardin botanique de Heidelberg, en Allemagne (détail de l'inflorescence).
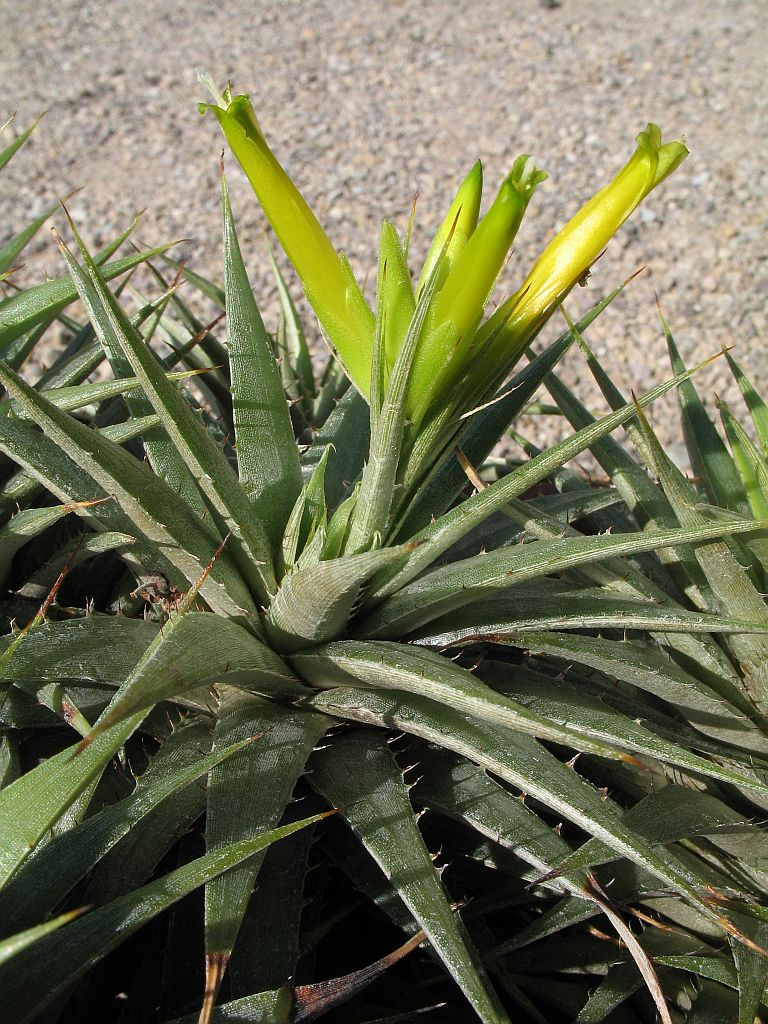
Détail de l'inflorescence.